# 無棒透鏡星系

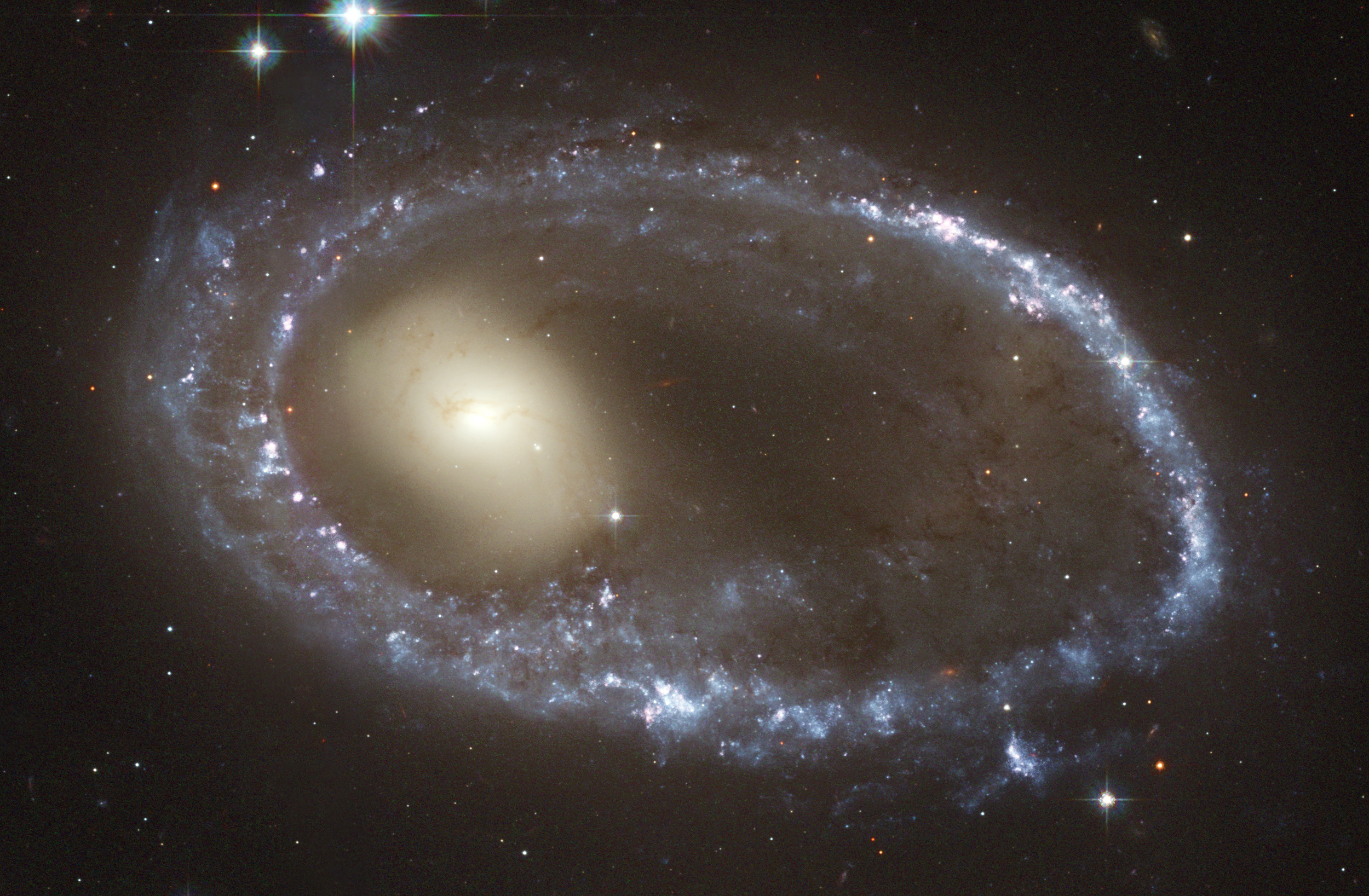
哈伯太空望遠鏡拍攝，此類型星系的一個例子。

無棒透鏡星系是透鏡星系中沒有棒狀結構的螺旋星系版本。在哈伯序列中屬於SA0
一個例子是星系AM 0644-741，其他的例子請參見Category:無棒透鏡星系。